# Peucedanum sandwicense
Peucedanum sandwicense är en flockblommig växtart som beskrevs av Wilhelm B. Hillebrand. Peucedanum sandwicense ingår i släktet siljor, och familjen flockblommiga växter. Inga underarter finns listade i Catalogue of Life.

## Bildgalleri

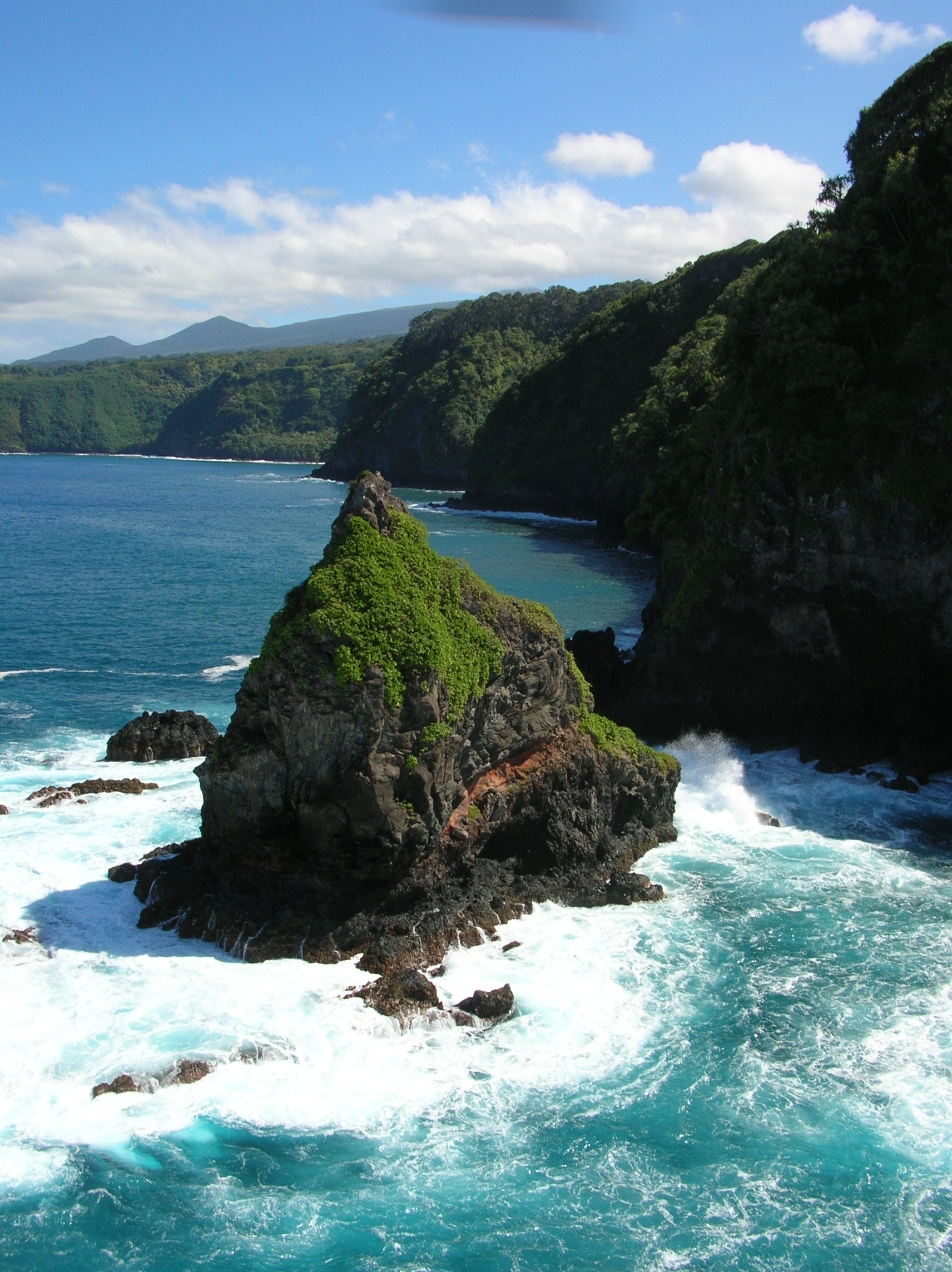